# Disterigma dumontii
Disterigma dumontii är en ljungväxtart som beskrevs av J.L. Luteyn. Disterigma dumontii ingår i släktet Disterigma och familjen ljungväxter. Inga underarter finns listade i Catalogue of Life.